# Open Gaz de France 1994
Open Gaz de France 1994 — жіночий тенісний турнір, що проходив на закритих кортах з килимовим покриттям стадіону П'єр де Кубертен у Парижі (Франція). Належав до турнірів 2-ї категорії в рамках Туру WTA 1994. Відбувсь удруге і тривав з 15 до 20 лютого 1994 року. Перша сіяна Мартіна Навратілова здобула титул в одиночному розряді й отримала 80 тис. доларів США.

## Фінали

### Одиночний розряд
Мартіна Навратілова —  Жюлі Алар 7–5, 6–3
- Для Навратілової це був 1-й титул за рік і 336-й — за кар'єру.

### Парний розряд
Сабін Аппельманс /  Лоранс Куртуа —  Марі П'єрс /  Андреа Темашварі 6–4, 6–4
- Для Аппельманс це був 2-й титул за сезон і 5-й — за кар'єру. Для Куртуа це був єдиний титул за сезон і 1-й — за кар'єру.